# Монастеро ди Васко
Монастѐро ди Ва̀ско (на италиански: Monastero di Vasco; на пиемонтски: Monasté 'd Vasch, Монасте ъд Васк) е село и община в Северна Италия, провинция Кунео, регион Пиемонт. Разположено е на 508 m надморска височина. Населението на общината е 1307 души (към 2010 г.).